# 詹姆斯·夏慕斯
詹姆斯·艾伦·夏慕斯（英語：James  Allan Schamus，1959年9月7日—），美国编剧和制片人，代表作品有《冰风暴》和《断背山》，此外他还担任焦点影业的CEO，並且兼任哥伦比亚大学艺术学院教授，授课电影史和电影理论。他毕业于加州大学伯克利分校。

## 奖项与提名

### 奥斯卡奖
- 提名：最佳改编剧本《臥虎藏龍》 (2000)
- 提名：最佳影片《断背山》 (2005)

### 英国电影学院奖
- 提名：最佳改编剧本《冰風暴》 (1997)
- 提名：最佳改编剧本《臥虎藏龍》 (2000)
- 获奖：最佳影片《断背山》 (2005)

### 戛纳电影节
- 1997年戛纳电影节：最佳剧本奖《冰風暴》 (1997)[2]

### 金馬奖
- 提名：最佳改编剧本《臥虎藏龍》 (2000)
- 获奖：最佳改編劇本《色，戒》 (2007)